# Салливан, Марк
Марк Салливан (англ. Mark T. Sullivan; род. в 1958 г., Медфилд, штат Массачусетс, пригород Бостона, США) — американский писатель, который пишет загадочные, неизвестные и исторические фантастические романы: «Вашингтон пост», «Под алым небом» и др. Он написал пять романов с Джеймсом Паттерсоном.

## Биография
Марк Салливан родился и вырос в пригороде Бостона. Марк вырос за пределами Бостона и говорил, что лучшая работа, которую он когда-либо имел, заключалась в продаже сувениров в Фенуэй-парке во время его школьных летних лет.
Он получил степень бакалавра по английскому языку в Гамильтонском колледже в 1980 году. Две недели спустя он сел на самолёт, направлявшийся в Нигер, Западная Африка, где он работал волонтером Корпуса мира в Агадесе, оазисе и торговом центре на древнем караванном пути между Триполи и Тимбукту. Марк ехал с кочевниками туарегов глубоко в Сахару, погрузился в их культуру и учил своих детей английскому языку в региональной средней школе.
Салливан вернулся в Соединённые Штаты в 1982 году и поступил на факультет журналистики Северо-Западного университета в Эванстоне, штат Иллинойс. Он работал в новостном агентстве Рейтере (Reuters, Ltd.) в качестве финансового корреспондента на Чикагских товарных рынках с 1983 по 1984 год. Он ушел, чтобы стать политическим репортером в Вашингтоне, округ Колумбия, в небольшой телеграфной службе под названием Служба новостей США, где он выполнял функции резервного репортера в отделениях Нью-Йорк Таймс, Newsday и New York Daily News. Он также начал делать себе имя в жестком мире расследовательских репортажей, разбив серию историй о финансовом скандале, который едва не свалил национальный ипотечный брокерский бизнес.
В 1986 году Марк присоединился к «Сан-Диего Трибьюн» в качестве журналиста-расследователя. Все ещё находясь под сильным влиянием тотального культурного погружения, которое он испытал в Западной Африке, он начал развивать журналистский стиль, ориентированный на культуру того, что он исследовал. Его отмеченная наградами работа включала в себя серию, посвященную культуре детей, живущих с наркоманами, а также серию, посвященную культуре корпоративных похоронных конгломератов.

## Творчество
В молодости Марк был заядлым читателем, который мечтал стать романистом. В возрасте 30 лет он запаниковал при мысли о том, что не сможет осуществить свою детскую мечту. Поэтому он начал писать художественную литературу в свободное время и вскоре опубликовал рассказы в различных литературных журналах.
Зимой 1990 года он отказался от своих следственных обязанностей в газете и переехал в Юту и Вайоминг, чтобы жить среди экстремальных лыжников. Этот опыт привел к появлению его первого романа «The FALL LINE» (1994), который был назван «Известной книгой года New York Times», редкая честь для дебютного автора.
В следующем году он опубликовал «HARD NEWS» (1995), загадку, которая разоблачила недоброжелательность современных газет. Книга получила широкое признание критиков и стала чем-то вроде культовой классики среди журналистов.
Но только в 1996 году, с публикацией «THE PURIFICATION CEREMONY», началась карьера Марка. Роман, рассказанный голосом женщины-эксперта, был опубликован и включен в списки бестселлеров по всему миру. Книга была финалистом премии Эдгара Аллена По за лучший роман. Она была названа Los Angeles Times одной из лучших книг года. «THE PURIFICATION CEREMONY» была переведена на четырнадцать языков и выбрана множество раз для фильма, хотя, к сожалению, она ещё не была экранизирована.
В 1999 году Марк снова опубликовал «GHOST DANCE», получив широкую похвалу и коммерческий успех, особенно в Европе, где живут многие его фанаты.
«LABYRINTH» (2001) ознаменовал очередной поворотный момент в карьере Марка. Scott Rudin and Paramount Pictures купили сценарий до того, как литературные права были проданы. Книга стала международным хитом и расширила число стран и языков, где были опубликованы романы Марка.
В 2003 году Марк опубликовал «THE SERPENT’S KISS», загадочный роман, происходящий в мире аппалачских змей. BookSense 76 назвал книгу одной из лучших загадок года, и она стала хитом бегства в немецкоязычных странах, где она находилась в списках бестселлеров почти двенадцать месяцев.

## Личная жизнь
Марк живёт на юго-западе Монтаны со своей женой Бетси и двумя сыновьями-подростками, Коннором и Бриджером. Будучи заядлым лыжником, спортсменом, мастером боевых искусств и приверженцем тренировок CrossFit, Марк также является предпринимателем из начинающей компании, которая строит зеленые экологические дороги в качестве альтернативы асфальту.